# Josef Welzel

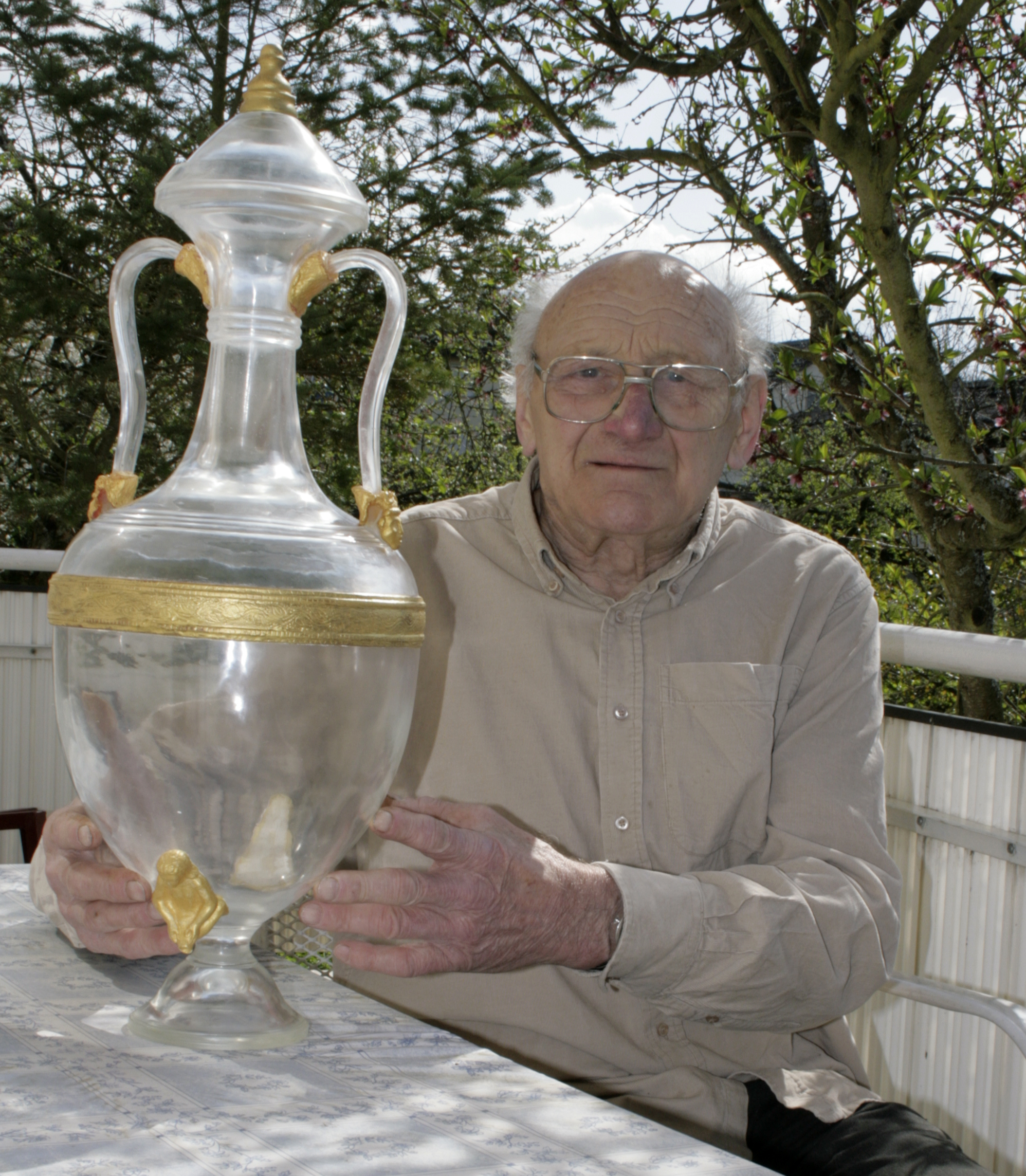
Josef Welzel auf einer Aufnahme aus dem Jahr 2012 mit seiner Nachbildung der „Glasamphore aus Olbia“ aus dem 1. Jahrhundert vor Christus.

Josef Welzel (* 27. Februar 1927 in Biebersdorf, Kreis Glatz, Provinz Niederschlesien; † 12. August 2014 in Hadamar) war ein deutscher experimenteller Archäologe, Glasschleifer, Graveur und Pädagoge.

## Leben
Josef Welzel absolvierte in den Jahren 1941 bis 1944 im benachbarten Rückers eine Lehre zum Glasschleifer, die er mit der Gesellenprüfung abschloss. Anschließend wurde er in den Kriegsdienst eingezogen. Nach Ende des Zweiten Weltkriegs im Jahr 1945 geriet er in sowjetische Kriegsgefangenschaft, von der er nicht mehr in seine schlesische Heimat zurückkehren konnte. Im Jahr 1948 erhielt er eine Stelle als Glasschleifer in Niedermarsberg und Euskirchen. In den Jahren 1949 bis 1951 besuchte er die Glasfachschule in Rheinbach, die er mit der Fachprüfung zum Graveur abschloss. Danach praktizierte er als Glasschleifer bei der Firma Villeroy & Boch in Wadgassen und bei der Firma Ceralys in Paris. Zugleich war er Schüler der Meisterklassen von Konrad Habermeier und Wilhelm Braun-Feldweg an der Staatlichen Höheren Fachschule in Schwäbisch Gmünd, die er mit der Meisterprüfung als Graveur abschloss. Danach war er bis 1956 Gastschüler bei Konrad Habermeier und Anton Mahringer und anschließend bis 1963 im Atelier des Bildhauers Fritz Nuss. In dieser Zeit schuf er auch Bronzeskulpturen. Daneben arbeitete er in den Jahren 1952 bis 1963 als Glasgraveurmeister in der Schwäbisch Gmünder Josephinenhütte. Von 1963 bis 1992 war Josef Welzel Fachlehrer für Glasgestaltung an der Staatlichen Glasfachschule in Hadamar, an der er bis 2006 in Teilzeit weiterwirkte. Welzel starb am 12. August 2014 im Alter von 87 Jahren.

## Erfolge und Auszeichnungen
Durch intensives Studium von Originalen in internationalen Museen und umfangreicher Versuche konnte Josef Welzel als Erster die doppelwandigen römischen Diatretgläser nachbilden, deren Herstellungsweise über einen langen Zeitraum nicht mehr bekannt war.
Bereits im Jahr 1959 wurden seine ersten plastischen Glasarbeiten in der Jahresausstellung des Baden-Württembergischen Kunstvereins ausgestellt. 1968 bis 1973 schuf er Entwürfe für Pressglasvasen und -schalen für die Charlottenhütte in Werdohl, in den Jahren 1977 bis 1978 plastische Glasarbeiten für die Wiesenthalhütte in Schwäbisch Gmünd.
Im Jahr 1977 wurde Josef Welzel für seine Glasarbeiten mit dem Preis der Ilse-Reinhart-Stiftung ausgezeichnet. Im Jahr 2009 wurde ihm das Bundesverdienstkreuz verliehen.

## Ausstellungen (Auswahl)
- 1996: Becher im gläsernen Netz – Diatretschliffe von Josef Welzel, Glasmuseum Wertheim[7]
- 2014: Glasmuseum Rheinbach
- 2016/17: Josef Welzel. Skulptur, Gravur und römisches Luxusglas, Glashütte Gernheim

## Arbeiten für öffentlichen Sammlungen
- Deutsches Museum
- Kunstmuseum Düsseldorf
- Landesmuseum Mainz
- Rheinisches Landesmuseum Trier[6]

## Veröffentlichungen (Auswahl)
- Zur Schleiftechnik der römischen Diatretgläser. In: Gymnasium. Band 86, 1979, S. 463–473.
- Die Amphore des Kaisers. Glasmuseum Wertheim, 1992
- Becher aus Flechtwerk von Kristall. Diatretgläser, ihre Geschichte und Schleiftechnik. Verein der Freunde und Förderer der Erwin-Stein-Schule, Hadamar 1994
- Der Pharosbecher aus Begram – Analyse der Schleiftechnik. In: Archäologisches Korrespondenzblatt. Band 35, 2005, S. 503–510.